# Israel Schwartz

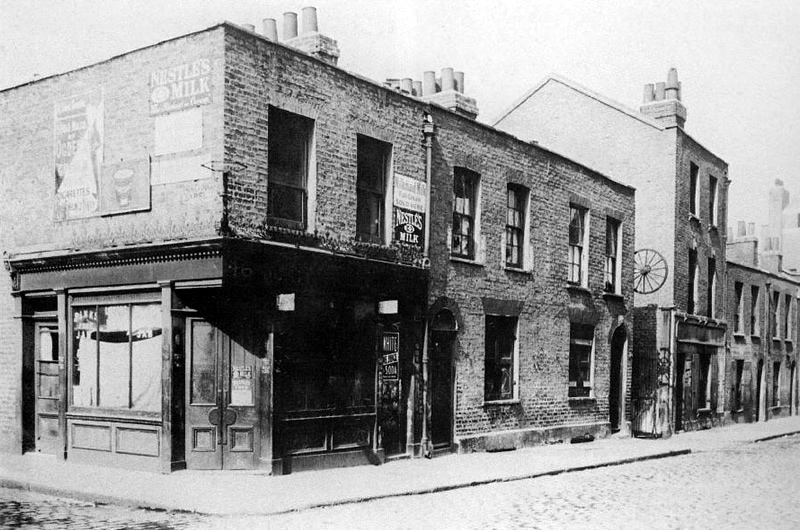
Dutfield’s Yard znajduje się bezpośrednio pod zawieszonym kołem wozu – to w tym miejscu Israel Schwartz widział mężczyznę powalającego kobietę na ziemię, którą później zidentyfikował jako Elizabeth Stride (fotografia z roku 1909)

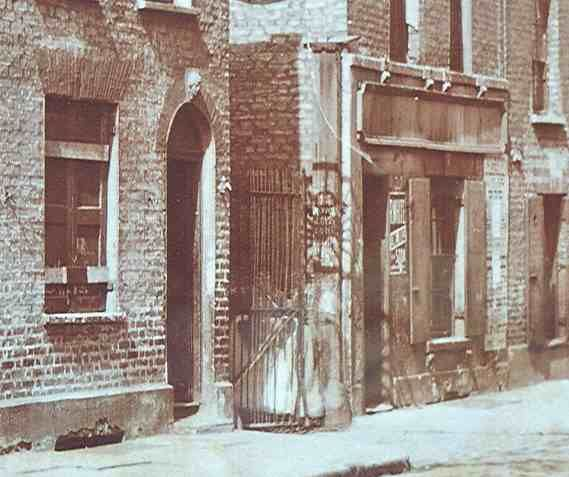
Zbliżenie bramy prowadzącej do Dutfield’s Yard

Israel Schwartz – mężczyzna który w 1888 roku twierdził, że był świadkiem napaści na kobietę, prawdopodobnie powiązaną z morderstwem dokonanym przez Kubę Rozpruwacza i był jedną z niewielu osób, które mogły dobrze przyjrzeć się mordercy. Choć Schwartza określano wówczas jako Węgra, brytyjski spis ludności z 1891 roku wskazuje, że był Polakiem pochodzenia żydowskiego.

## Historia
Israel Schwartz oficjalnie zeznał policji że: krótko po północy 30 września szedł ulicą, kiedy zobaczył mężczyznę zatrzymującego się i rozmawiającego z kobietą stojącą w bramie. Schwartz stwierdził, że następnie mężczyzna rzucił kobietę na ziemię. Schwartz przeszedł na drugą stronę ulicy i zaczął odchodzić, gdy napastnik go zobaczył i wykrzyknął nazwisko „Lipski” – najwyraźniej była to antysemicka zniewaga związana z morderstwem kobiety przez Israela Lipskiego rok wcześniej. Schwartz zeznał, że widział w tym czasie w pobliżu innego mężczyznę palącego fajkę i że ten mężczyzna zaczął iść w stronę Schwartza, prawdopodobnie podążając za nim, co skłoniło Schwartza do ucieczki. Schwartz opisał potencjalnego mordercę jako osobę w wieku około 30 lat, o wzroście około 165 centymetrów, mającą jasną karnację, ciemne włosy, małe brązowe wąsy, pełną twarz i szerokie ramiona.
Krótko po tym, jak Schwartz stwierdził, że ten incydent miał miejsce, w tym samym miejscu znaleziono ciało Elizabeth Stride. Tego samego dnia Schwartz zidentyfikował zwłoki Stride jako ciało kobiety, którą widział zaatakowaną i złożył policji zeznania na temat tego, co zobaczył. Potrafił podać rysopisy obu mężczyzn, nie był jednak w stanie stwierdzić, czy znali się i współpracowali ze sobą.
Kilka lat po zbrodniach komisarz Robert Anderson stwierdził w swojej autobiografii „The Lighter Side of My Official Life”, że Rozpruwacz został zidentyfikowany przez „jedną osobę, która miała dobry widok na mordercę”. Nadinspektor Donald Swanson, na marginesie egzemplarza książki Andersona którą posiadał, stwierdził, że świadek, o którym mowa, był Żydem. Niektórzy badacze doszli do wniosku, że najprawdopodobniej chodziło o Schwartza, chociaż sugerowano także kilka innych osób, głównie Josepha Lawende’a. Swanson spekulował, że świadek zidentyfikował, ale następnie odmówił składania zeznań przeciwko „Kosminskiemu” – rozumianemu jako Aaron Kośmiński, żydowskiego fryzjera – ponieważ prawdopodobnie spowodowałoby to śmierć innego Żyda. Spekulacje te nigdy nie zostały zweryfikowane.